# Arbogabygdens församling
Arbogabygdens församling är en församling som utgör ett eget pastorat i Södra Västmanlands kontrakt i Västerås stift i Svenska kyrkan. Församlingen omfattar hela Arboga kommun i Västmanlands län och ligger i Västmanland och Närke (gamla Götlunda församling).

## Administrativ historik
Församlingen bildades 2006 genom sammanslagning av Arboga landsförsamling, Arboga stadsförsamling, Götlunda församling och Medåkers församling.

## Kyrkor
- Götlunda kyrka
- Heliga Trefaldighets kyrka
- Medåkers kyrka
- Sankt Nicolai kyrka
- Säterbo kyrka